# João III de Navarra

Armas do Reino de Navarra sob a dinastia Albret

João III de Albret (1469- 17 de junho de 1516), filho de Alan de Albret herdou de seu pai os títulos de conde de Albret e Perigord, visconde de Limoges e de Tartas, sua mãe foi Catarina de Rohan, bisneta de Carlos II de Navarra.
João de Albret foi rei consorte de Navarra em virtude de sua união matrimonial com Catarina de Foix em 1484, que já era rainha desde o ano anterior pela morte de seu irmão, Francisco Febo. Recebeu o nome de João III de Navarra.
Em 1512, João de Albret foi derrotado por Fadrique Álvarez de Toledo (duque de Alba) que conquistou Navarra ao sul dos Pirenéus, por ordem de Fernando II de Aragão, cuja esposa Germana de Foix, era prima da rainha Catarina. Desde esse momento os reis aragoneses, com Aragão já integrado na Espanha, levaram o título de reis de Navarra até 1833 quando este deixa de existir como reino por édito do monarca hispânico.
Em 1513 as Cortes de Navarra, com a única presença beaumontesa proclamaram rei a Fernando II, pelo que João de Albret só governou os territórios da Baixa Navarra, baixo a influência direta da monarquia francesa, até que o rei de Navarra Henrique III tornou-se rei da França, pelo que seus sucessores levariam o título de Reis da França e Navarra até a Revolução Francesa
Desde seus territórios de Béarn intentou reconquistar o Reino de Navarra várias vezes mas não foi possível.
Em virtude de seu casamento com a rainha Catarina nasceram os seguintes filhos, dos quais descenderiam os reis da França e a Baixa Navarra:
- Ana de Navarra
- Madalena de Navarra
- Catarina de Navarra
- Joana de Navarra
- Quitéria de Navarra
- Andrés Febo de Navarra
- Henrique de Navarra[1]
- Benaventurada de Navarra
- Martim de Navarra
- Francisco de Navarra
- Carlos de Navarra
- Isabel de Navarra